# Charles Dawes
Charles Gates Dawes (Marietta, Ohio, 27 augustus 1865 - Evanston, Illinois, 23 april 1951) was een Amerikaanse politicus, bankier en de 30e vicepresident van de Verenigde Staten, onder president Calvin Coolidge. In 1925 werd aan hem de Nobelprijs voor de Vrede toegekend voor het naar hem vernoemde Dawesplan.
Dawes groeide op in Ohio en studeerde rechten om daarna vanaf 1887 in Lincoln, Nebraska het beroep van advocaat uit te oefenen. Hij vestigde zich in 1894 in Evanston, Illinois om er bankier te worden. In 1898 werd Dawes Comptroller of the Currency (toezichthouder op het bankwezen) in de regering van president William McKinley. Na een mislukte poging om tot de Amerikaanse senaat te worden verkozen, keerde Dawes terug naar de privésector.

## Eerste Wereldoorlog en vicepresidentschap
Tijdens de Eerste Wereldoorlog diende Dawes bij het leger waar hij de verantwoordelijkheid had om de bevoorrading van het Amerikaanse expeditieleger in Europa in goede banen te leiden.
Na de oorlog werd Dawes de eerste directeur van het nieuw opgerichte Bureau of the Budget (1921) om in 1923 benoemd te worden tot hoofd van de Dawescommissie die een alternatief plan voor de Duitse herstelbetalingen moest opstellen. Voor het naar hem vernoemde Dawes Plan ontving hij in 1925 mede de Nobelprijs voor de Vrede.
In 1924 nomineerde de Republikeinse Partij Dawes als vicepresidentskandidaat naast Coolidge en bij de verkiezingen van 1924 werd hij ook daadwerkelijk met grote meerderheid van stemmen verkozen. Op 4 maart 1925 ging zijn ambtstermijn in. De samenwerking tussen Coolidge en Dawes was verre van ideaal en ook met de senaat, waarvan hij in zijn functie van vicepresident de voorzitter was, stond hij vaak op gespannen voet. Toen de Republikeinen in 1928 overwogen om Dawes de running mate van presidentskandidaat Herbert Hoover te maken, zorgde Coolidge er persoonlijk voor dat de nominatie niet naar Dawes maar naar Charles Curtis ging.
Tussen 1929 en 1932 diende Dawes als Amerikaanse ambassadeur in Groot-Brittannië. Tijdens de Grote Depressie werd Dawes door Hoover teruggeroepen naar de VS om de economische crisis het hoofd te bieden maar korte tijd later trok Dawes zich terug om weer de bankwereld in te stappen.
Dawes overleed in 1951 te Evanston, Illinois.

## Selectie van geschriften van Dawes
- The Banking System of the United States and Its Relation to the Money and the Business of the Country - 1894
- Notes as Vice-President - 1935
- A Journal of Reparations - 1939
- Journal as Ambassador to Great Britain - 1939